# Шокен, Гершом
Гершом Густав Шокен (нем. Gershom Gustav Schocken, ивр. גרשום שוקן‎; 29 сентября 1912, Цвиккау, Германия — 20 декабря 1990, Тель-Авив) — израильский журналист, издатель и поэт, главный редактор газеты «Гаарец» с 1939 по 1990 год. Депутат кнессета 3-го созыва от Прогрессивной партии.

## Биография
Гершом Шокен родился в Цвиккау (Германия) в 1912 году в семье коммерсанта и мецената Шломо Залмана Шокена. Учился в Гейдельбергском университете, а затем в Лондонской школе экономики. В 1933 году, после прихода в Германии к власти нацистов, вместе с остальной семьёй эмигрировал в подмандатную Палестину.
С 1933 по 1936 год Гершом Шокен работал в Англо-Палестинском банке, а с 1936 года стал редактором ежедневной газеты на иврите «Гаарец». В 1937 году его отец приобрёл эту газету, и в 1939 году Гершом стал её главным редактором. Этот пост он занимал бессменно до своей смерти в 1990 году. Он также возглавлял издательскую группу «Шокен», в рамках которой издавались ещё одна ежедневная газета и 13 еженедельников, и входил в число основателей израильского новостного агентства ИТИМ.
Под руководством Шокена «Гаарец» превратилась в одну из ведущих газет подмандатной Палестины, а затем суверенного Израиля, выражая идеи либерального образованного среднего класса. Она придерживалась независимых позиций в политической жизни страны, критикуя практически все правительственные кабинеты Израиля, иногда — на протяжении десятилетий, и как правило воздерживаясь от поддержки политических партий и конкретных кандидатов на государственные посты. Согласно Краткой еврейской энциклопедии, Шокен сумел внедрить в газете «высокий профессионализм в духе респектабельных западных изданий». При нём же сформировались идеологические принципы «Гаарец» — поддержка внешнеполитического компромисса, политический и экономический либерализм. В 1983 году американский журнал World Press Review присвоил Шокену звание «Международный издатель года» за освещение его газетой Ливанской войны 1982 года.
Шокен также принимал личное участие в политической жизни страны, выступая как борец за гражданские права (в том числе после 1967 года — арабского населения Западного берега реки Иордан и сектора Газа), сторонник принятия конституции и противник религиозного диктата. Он был среди основателей израильской Прогрессивной партии, основу которой составляли интеллектуалы из числа иммигрантов из Германии, и с 1955 по 1959 год представлял её в кнессете 3-го созыва. В кнессете Шокен входил в состав комиссий по труду и по экономике, а также комиссии по делам кнессета.
Помимо журналистских публикаций, Гершом Шокен проявил себя как поэт. Его сборник «Стихотворения для благоприятного времени» (ивр. שירים לעת מצוא‎) увидел свет в 1969 году, а позже под псевдонимом «Роберт Позан» был издан трёхтомник стихов на иврите, английском и немецком языках.
Гершом Шокен умер от рака печени в медицинском центре им. Хаима Шибы (Тель-ха-Шомер) в декабре 1990 года, оставив после себя вдову, дочь и двоих сыновей. Его сын Амос Шокен, с 1972 года занимавший в газете «Гаарец» пост генерального директора, продолжил издание газеты и связанных с нею местных СМИ после его смерти.